# Föreningen för datorhjälp i släktforskningen

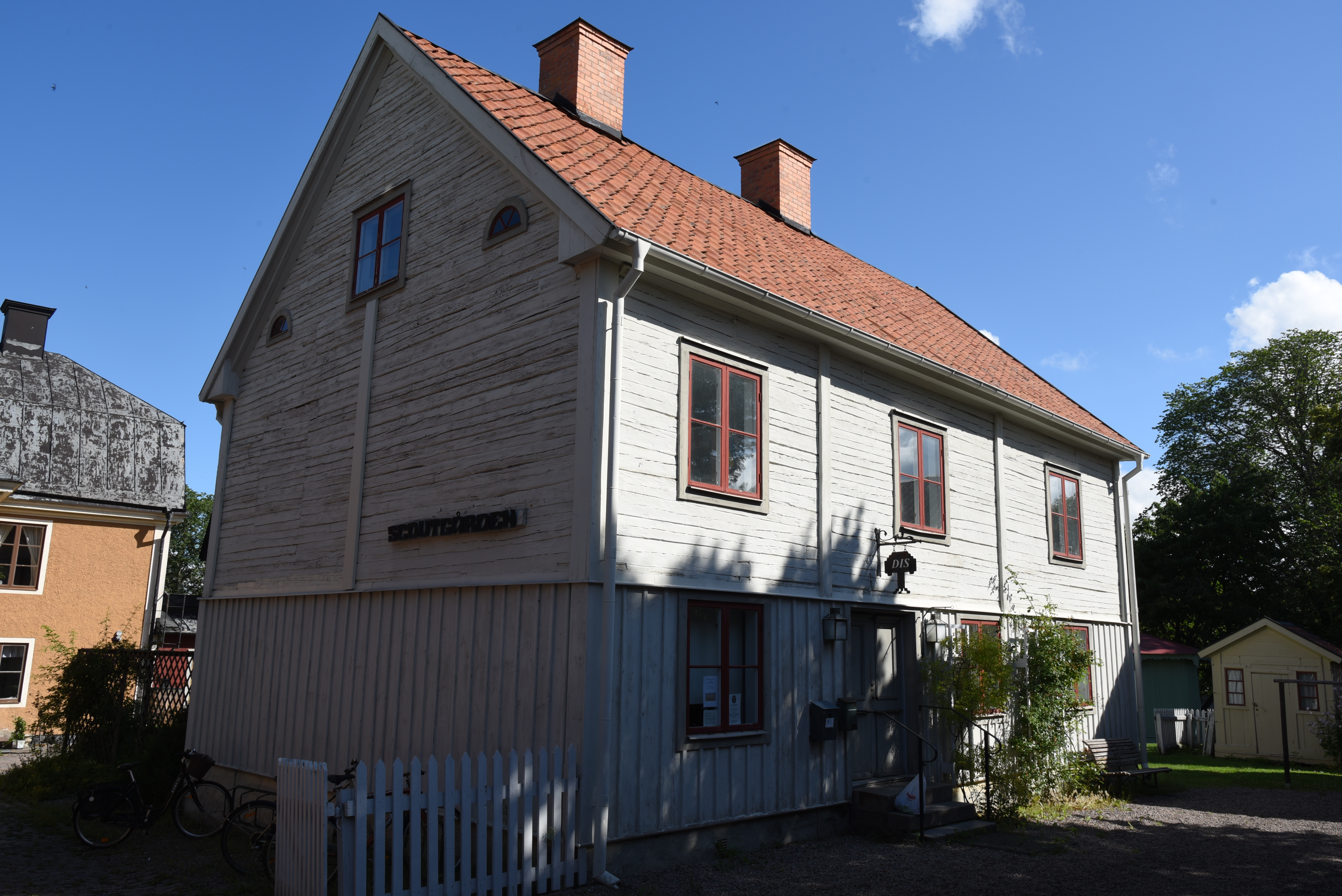
DIS kansli i Gamla Linköping.

Föreningen för datorhjälp i släktforskningen (DIS) är en svensk förening med syfte att verka för utnyttjande av datorer för hjälp vid släktforskning. Detta gör föreningen bland annat genom att utveckla och tillhandahålla programmet Disgen för registrering av släktforskningsinformation. Vidare tillhandahåller man databasen Disbyt för "samkörning" av släktforskningsresultat.
DIS medlemstidning "Diskulogen med Släktforskarnytt" utkommer med fyra nummer per år och har enligt egen utsaga en utgåva på 16 500 exemplar.

## Historia
DIS är en ideell förening som har sitt ursprung inom Östergötlands Genealogiska Förening. DIS bildades den 1 april 1980 i Linköping och anses vara världens äldsta förening för datorhjälp inom släktforskning.

## Organisation
DIS har åtta regionala föreningar inom Sverige: Dis-Bergslagen, Dis-Filbyter, Dis-MITT, Dis-Nord, Dis-Småland, Dis Syd, Dis-Väst och Dis-Öst. Dessa regionföreningar står för den direkta kontakten med medlemmarna, genom medlemsmöten, utbildningar, föreläsningar, resor, med mera inom sin respektive region. DIS har 2025 drygt  17 000 medlemmar. 
I kulturreservatet Gamla Linköping finns DIS kansli med släktforskarstuga. 58°24′23″N 15°35′22″Ö / 58.4065°N 15.5894°Ö
DIS har systerföreningar i Danmark och Norge.
DIS är medlemsförening i Sveriges Släktforskarförbund.

## Fotnoter
1. ↑  ”Diskulogen”. DIS. Arkiverad från originalet den 7 augusti 2016. https://web.archive.org/web/20160807202607/https://www2.dis.se/diskulogen. Läst 29 juni 2016.